# Cotul Bran pe Râul Prut
Cotul Bran pe Râul Prut este o arie naturală protejată de interes național ce corespunde categoriei a IV-a IUCN (rezervație naturală de tip acvatic) situată în județul Iași, pe teritoriul administrativ al comunei Golăiești.

## Localizare
Aria naturală cu o suprafață de 10 hectare se află în extremitatea estică a județului Iași, în Câmpia Jijiei Inferioare din Podișul Moldovei, pe teritoriul nord-estic al satului Podu Jijiei, lângă drumul județean Sculeni - Bosia.

## Descriere
Rezervația naturală a fost declarată arie protejată prin Legea Nr.5 din 6 martie 2000 (privind aprobarea Planului de amenajare a teritoriului național - Secțiunea a III-a - zone protejate) și reprezintă o zonă (Cotul Bran)  pe cursul râului Prut, cu scop de protejare a mai multor specii de pești, în vederea reproduceri și a dezvoltării puietului.